# مونتانارو
مونتانارو هي كومونا (بلدية) في مدينة تورينو الحضرية في منطقة بيدمونت الإيطالية، تقع على بعد حوالي 20 كيلومتر شمال شرق تورينو.
تحد مونتانارو البلديات التالية: كالوسو، فوجليزو، سان بينينو كانافيزي، شيفاسو.

## توأمة المدن - المدن الشقيقة
توأمة مونتانارو مع:
- Chiusa Sclafani, Italy